# Ercsey Dániel

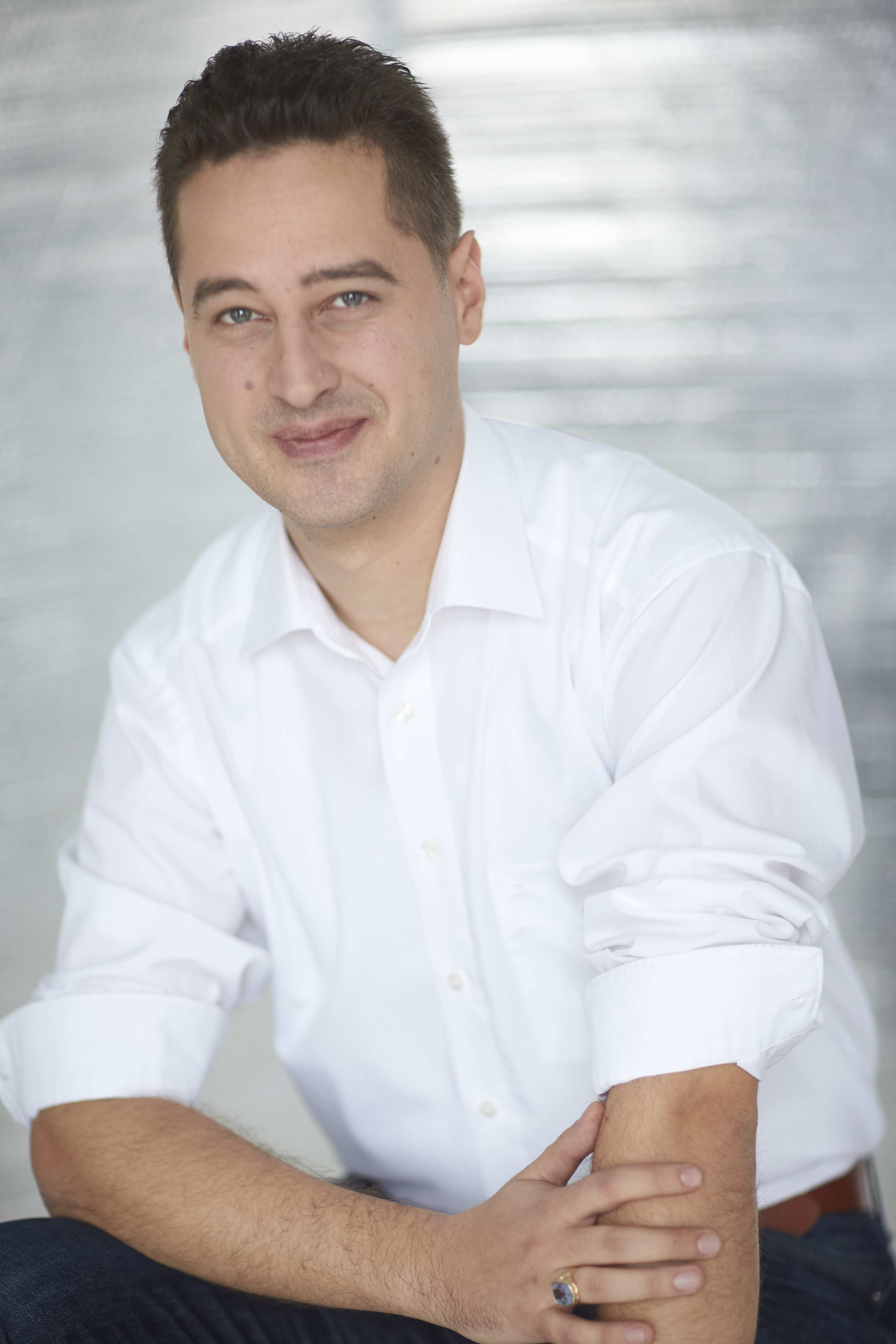
Ercsey Dániel 2014-ben

Ercsey Dániel (Budapest, 1982. december 3. –) újságíró.  A kispesti Berzsenyi Dániel Általános Iskolát követően a belvárosi Erkel Ferenc Általános Iskola és Gimnáziumban fejezte be tanulmányait és szerzett érettségit Gordán Adrienn osztályában. Egyetemi tanulmányait Szegeden kezdte, először francia, majd geográfus szakon. Ezzel egyidőben debreceni és szegedi biológusokkal és geográfusokkal kezdve elkezdték stoppal, busszal és vonattal bejárni Európát és a Közel-Keletet. 
Munkássága
2008 novemberében szerződött a BORIGO Magazinhoz mint gyakornok. Miután rájött, hogy választott szakmájához nem elég az intuíció, beiratkozott a Bálint György Újságíró Akadémiára. Tanárai közül a legtöbbet Cserhalmi Imrének köszönheti. Egészen 2013-ig mint a BORIGO Magazin szerkesztője tevékenykedett, ebben az időben kérte fel a főszerkesztő, Bányai Gábor Botond a Nagy Magyar Boratlasz társszerzői munkálataira. A könyv végül 2012-ben jelent meg.
2013-ban a szaporodó külföldi munkái és felkérései hatására először szabadúszóként kezdett dolgozni, végül negyedmagával megalapította a WineSofa nevű angol nyelvű, online bormagazint, ahol kizárólag Közép-Kelet-Európai borokról írnak. Végül 2017-ben Győrffy Zoltán, a Pécsi Borozó bormagazin főszerkesztője felkérte, hogy legyen a magazin szerkesztője. 2020 szeptemberében Gyökösi Attilával létrehozták YouTube csatornájukat Lecsengés néven, ahol izgalmas, boros kérdésekkel foglalkoznak, heti rendszerességgel. Szakíróként az elmúlt években közreműködött a VinCE, a Bor és Piac, a Playboy, a Dining Guide, a Kis és középvállalkozások Magazinja és más újságok tartalomgyártásában.
2020-tól művészettörténeti tanulmányokat folytat a Tomori Pál Főiskolán. A vízitúrákon és egyéb kirándulásokon szerzett élményeiről az A Földgömb című magazinban és a Magyarország legszebb túraútvonalai c. könyvsorozatban számolt be.
Nős, két gyermek édesapja.